# Borca di Cadore

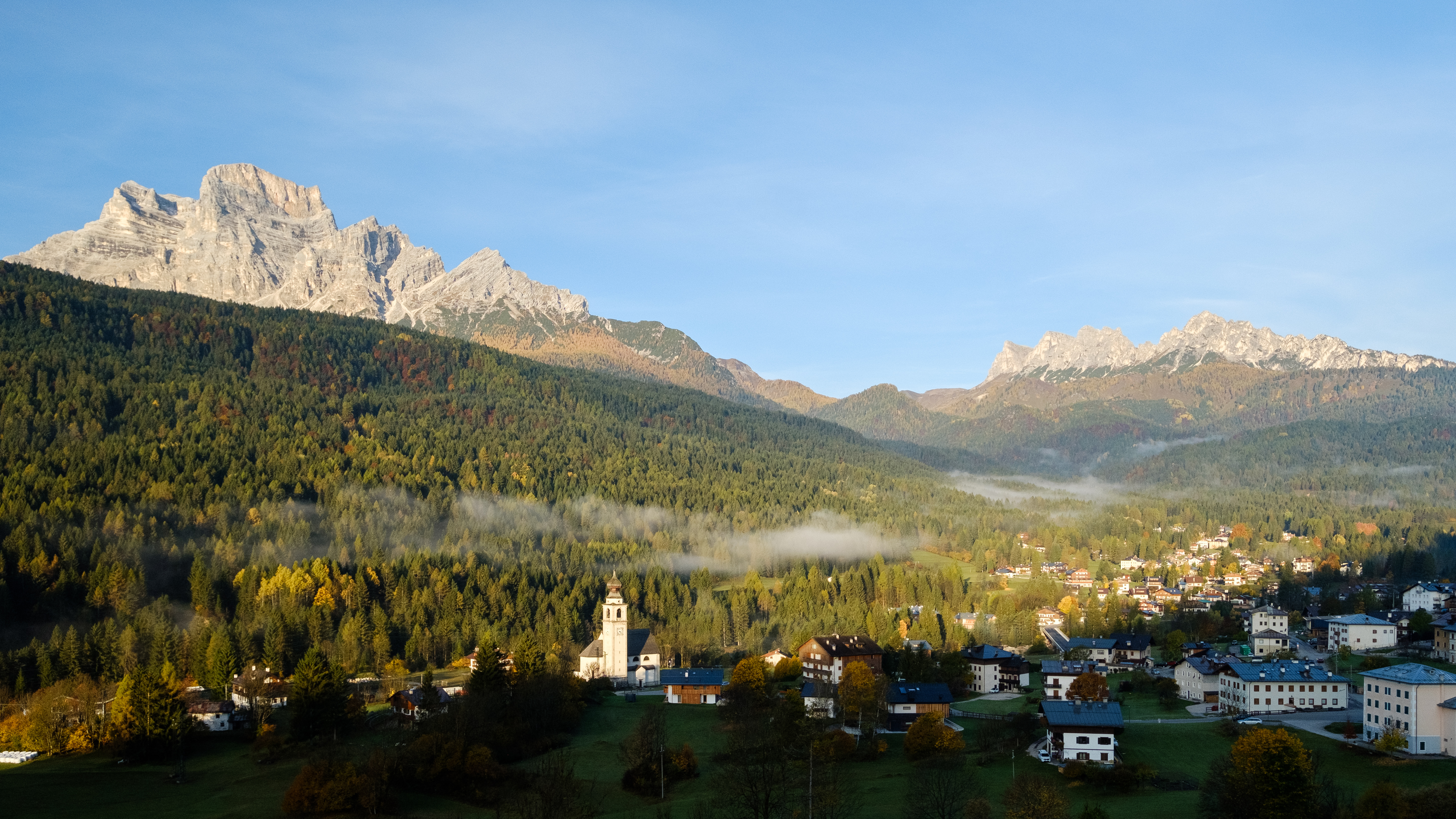
Borca di Cadore mit Monte Pelmo

Borca di Cadore (ladinisch: Bórcia) ist eine nordostitalienische Gemeinde (comune) mit 822 Einwohnern (Stand 31. Dezember 2023) in der Provinz Belluno in Venetien. Die Gemeinde liegt etwa 33 Kilometer nördlich von Belluno am Boite im Valle del Boite und gehört zur Comunità montana Cadore.

## Verkehr
Durch die Gemeinde führt die Strada Statale 51 di Alemagna von San Vendemiano nach Toblach.